# Збаразький курінь
Збаразький курінь — військовий підрозділ УГА, сформований у грудні 1918 з мешканців 3баразького повіту (ачи 2 листопада).
Складався із 4-х піхотних сотень та сотні скорострілів. Командир — поручник Вінтоняк; першою сотнею командував Василь Фридлих.
Від 15 січня 1919 — у складі Бережанської бригади УГА. Брав участь у Чортківській офензиві, боях під Чортковом, Бережанами, селом Денисів, містами Жмеринка, Бердичів, Козятин, Біла Церква.
Від 1920 — в ЧУГА, у квітні 1920 розформований.